# Heinrich Harbisch Schiffswerft
Die Heinrich Harbisch Schiffswerft ist eine 1908 gegründete Reparatur-Werft in Duisburg, die auch Schiffstechnik fertigt – vor allem die eigene Entwicklung einer lenkbaren Kupplung für Schubverbände.

## Geschichte
Schiffsschmiedemeister Hermann Harbisch gründete am 27. März 1908 damals noch im Innenhafen Duisburg eine Schiffsschmiede, in der er Schaufeln für den Kohleumschlag herstellte. Zunächst nebenher reparierte er Schleppkähne, was schnell zum Haupterwerb wurde. Als er 1935 das Gelände im Innenhafen aufgeben musste, verlegte er den Betrieb an den heutigen Standort im Außenhafen. Dort errichtete er neben einer neuen Werkstatt auch einen Schwenkkran und eine Böschungsstreppe mit Festmachervorrichtungen. Mit seinem Tod 1948 übernahmen die Söhne Heinrich, Fritz und bis 1960 auch Josef den Betrieb, der Mitte der 1950er Jahre 35 Mitarbeiter beschäftigte.
Eine 1965 errichtete Helling musste bereits drei Jahre später wieder entfernt werden, da das Ufer befestigt wurde. Als Ersatz baute die Werft 1968 ein erstes und 1973 ein zweites Stevendock, die einen schnellen Propellerwechsel ermöglichten. Überregionale Bedeutung erhielt die Werft durch die Erfindung eines Spezialankers und insbesondere einer beweglichen Schiffskupplung, die unter dem Markennamen „HA-DU“ vertrieben werden. Damit können gekoppelte Schiffe „geknickt“ durch eine Kurve fahren, was die Lenkbarkeit erleichtert, Transportkapazitäten erhöht und mittelbar die Begradigung von Flussläufen zu vermeiden half. Der von der Werft entwickelte und komplett geschweißte Schiffsanker ist bei besserer Tragekraft deutlich leichter und damit wirtschaftlicher als herkömmliche Modelle.
1982 wurde die Werft in eine GmbH umgewandelt und die Tochter von Heinrich Harbisch, Karin Wendt, trat in die Geschäftsführung ein, die sie später alleine übernahm. 2014 trat ihre Tochter Kerstin Wendt als zusätzliche Geschäftsführerin ein.

## Lage und Ausstattung
Das Werftgelände befindet sich am Ende des Duisburger Außenhafens nahe der Innenstadt. Zur Ausstattung der Werft gehören zwei Stevendocks, um die Bug- oder Hecksektion eines Schiffes aus dem Wasser zu heben. Das Größere Dock hat eine Länge von 30 Metern, eine Außenbreite von 20 bzw. eine Innenbreite von 16,5 Metern und kann Schiffe bis zu einer Länge von 135 Metern bzw. 400 bis 500 Tonnen heben. Das zweite Stevendock hat eine Länge von 26 Metern und eine Außenbreite von 14 Metern bzw. eine Innenbreite von 11,5 Metern. Auf dem Werftgelände sind eine Schlosserei, eine Dreherei und Produktionsanlagen für die auf der Werft produzierte Schiffstechnik untergebracht. Ergänzt wird der Werftbetrieb seit den 1970er Jahren durch ein Arbeitsboot.

## Tätigkeit als Reparaturwerft
Heute ist die Werft vor allem in der Reparatur von Binnenschiffen, aber auch von Fluss-Seeschiffen bzw. Küstenmotorschiffen tätig. Nach eigenen Angaben führt sie Reparaturen aller Art durch, Kernkompetenzen sind Propellerwechsel, Wellen- sowie Ruderreparaturen ebenso wie Arbeiten an Bugstrahlrudern. Darüber hinaus werden Decks- und Schlosserarbeiten sowie Rohrverlegungen durchgeführt. Ebenso zählen Schweißarbeiten jeglicher Art sowie Havariebeseitigungen dazu. Dazu können in der Dreherei Wellen mit einer Länge von bis zu 10 Metern repariert, überarbeitet und gefertigt werden.

## Die Werft als Schiffstechnikhersteller
Die von der Werft entwickelten Schiffskupplungen für Schubverbände und den gewichtsreduzierten Anker werden bei Überholungs- und Reparaturarbeiten in der eigenen Werft eingebaut, und inzwischen auch als Zuliefererprodukte an Neubauwerften im In- und Ausland geliefert. Über diese beiden Produkte hinaus produziert das Unternehmen Wellenabdichtungen, Wellenanlagen, Ruder und Puffergummis, die als Zulieferprodukte ebenfalls an andere Werften weitergegeben werden.